# 世界盃動起來
《世界盃動起來》是香港無線電視因應南非2010年世界盃足球賽而製作的電視足球評論節目，以動畫描述世界盃入球情況，於2010年6月11日起 00:05 在翡翠台播出，及於MyTV提供重溫。

## 節目主持
- 鍾志光、張國強、錢嘉樂、阮兆祥、洪天明、吳家樂、黃婉曼、潘文迪、李偉文、游莨維
- 動女郎：李綺雯、劉俐（兼任足球小姐）、林婉霞、黃瑩（兼任足球小姐）、關婉珊）兼任足球小姐）
- 足球小姐：關婉珊（兼任動女郎）、劉俐（兼任動女郎）、黃瑩（兼任動女郎）、黃婉曼（於頂Cup世界盃嘉年華親自解話）
- 嘉賓：梁孔德、梁政玨、梁烈唯、周家蔚等，視乎該集主持所邀請之嘉賓而釐定

## 節目環節
- 即時非撲（馬啟仁及高海寧在南非的訪問）
- 非講不可（一）（評論已賽事結果及球員表現）
- 戰雲密報（黃婉曼、關婉珊、黃瑩）
- Phone中傳波經（TEL:1831010）
- 遊戲環節
  - 第1-3集：檯上射足球
  - 第7-集：世盃常識問答比賽
    - Q1: 國旗題（第1-7集）/文字題（第8-24集）
    - Q2: 片段題（第1-24集）
- 非常好波
  - 4名動女郎預報博彩賠率
- 非講不可（二）（預測賽果）

## 外部連結
- 官方網頁 （页面存档备份，存于）